# Thoiré-sous-Contensor
Thoiré-sous-Contensor är en kommun i departementet Sarthe i regionen Pays de la Loire i nordvästra Frankrike. Kommunen ligger i kantonen Saint-Paterne som tillhör arrondissementet Mamers. År 2022 hade Thoiré-sous-Contensor 119 invånare.

## Befolkningsutveckling
Antalet invånare i kommunen Thoiré-sous-Contensor
| Referens: INSEE |